# Trachea tessellata
Trachea tessellata là một loài bướm đêm trong họ Noctuidae.